# Аутоиммунный панкреатит
Аутоиммунный панкреатит (сокращённо АП, или АИП) — редкая особая разновидность хронического панкреатита, отличающаяся от других форм патогенезом, патоморфологией, критериями диагностики и подходами к лечению. Вероятно, представляет собой системное заболевание соединительной ткани, которое в первую очередь поражает поджелудочную железу, желчные протоки и, возможно, другие органы человека. В органах, вовлечённых в патологический процесс, могут выявляться инфильтраты со значительным количеством IgG4-позитивных клеток. Обычно проявляется умеренным болевым синдромом, желчной гипертензией или механической желтухой; локальные формы заболевания клинически и радиологически имитируют рак поджелудочной железы. Встречается достаточно редко — 4,8—5,8 % относительно остальных форм панкреатитов; в популяции частота заболевания составляет 0,71 случаев на 100 тыс. населения. Чаще всего возникает у мужчин; соотношение мужчин и женщин колеблется в пределах 2:1 — 5:1 соответственно.

## История
Впервые был описан в 1961 году Гарри Сарлесом и соавторами как «первичный воспалительный склероз поджелудочной железы», сопровождавшийся гипергаммаглобулинемией, по мнению авторов причиной склероза являлась «аутоиммунизация». Ввиду того, что Сарлес не настаивал на том, что описанная форма панкреатита являлась специфической, данное описание со временем было забыто. В 1995 году К. Йосидой и соавторами были предъявлены доказательства существования особой формы хронического панкреатита, которая обуславливалась аутоимунными нарушениями (косвенно подтверждалось кортикостероидной терапией); после чего последовал ряд сообщений, преимущественно из клиник Японии, с подробным описанием симптоматики.

## Диагностика
С 2005 года приняты критерии диагностики Мейо — HISORt (от Histology, Imaging, Serology, Other organ involvement, Response to corticosteroid therapy — «гистология, визуализация, серология, вовлечение других органов, ответ на кортикостероидную терапию»). Достаточно часто, особенно на ранних стадиях, не проявляется какой-либо выраженной клинической симптоматики, ввиду чего больные поздно обращаются за медицинской помощью. В раннем периоде развития развиваются серьёзные признаки воспаления поджелудочной железы, такие как перифокальное воспаление, дуктальная лимфоплазмоцитарная инфильтрация, интерстициальный фиброз и облитерирующий флебит. На ранних стадиях существует вероятность возникновения иктеричности склер желтушного окрашивания кожи. Основной отличительной морфологической особенностью поражения поджелудочной железы при заболевании — выраженная лимфоцитарная инфильтрация с преобладанием Т-лимфоцитарной инфилтрации, локализующаяся в основном вокруг вирсунгова протока поджелудочной железы и впадающих мелких протоков. Обычно проявляется умеренным болевым синдромом, желчной гипертензией или механической желтухой; локальные формы заболевания клинически и радиологически имитируют рак поджелудочной железы, что часто приводит к ненужному хирургическому вмешательству. Диагноз устанавливается при наличии одного или же нескольких признаков: типичных гистологических изменений, как то — воспалительная клеточная инфильтрация лимфацитами и гранулоцитами вокруг протоков с разрушением базальной мембраны, полная протоковая деструкция и «муаровый» фиброз паренхимы; данных методик визуализации, например УЗИ, КТ или МРТ, при которых выявлено диффузное увеличение поджелудочной железы с перифокальным гипоэхогенным ободком, подтверждённых серологическими и гистологическими исследованиями; положительным ответом на кортикостероидную терапию с регрессом клиических и лабораторных изменений. Диагностика АИП в условиях лаборатории основывается на выявлении гипергаммаглобулинемии, то есть повышения концентрации IgG и IgG4 (больше 140 мг/дл), наличия аутоантител (антител к лактоферрину, карбоангидразе I, II и IV типа, антиядерных антител (ANA), анти-
гладкомышечных антител (SLA), ревматоидного фактора), повышения уровня карбогидратного антигена (СА) 19-9.

## Лечение
Лечение начинается с назначения преднизолона в дозе 40 мг/сут в сочетании с препаратами урсодезоксихолевой кислоты из расчёта 10—12 мг/кг/сут. Четыре недели спустя проводится клинико-лабораторный и инструментальный мониторинг — КТ, МРТ, серология, биохимический анализ крови. При улучшений показателей — снижение биохимических маркёров холестаза, снижение уровня IgG4 в плазме крови, положительная динамика по данным инструментальных методов визуализации, стабилизация течения сахарного диабета и улучшение
течения сопутствующих АИП заболеваний — доза преднизолона постепенно понижается до поддерживающей 2,5—5 мг/сут; урсодезоксихолевая кислота назначается на длительный период из расчёта 10—12 мг/кг/сут.